# La nueva mayoría
La nueva mayoría es el segundo álbum de estudio de Manolo Kabezabolo. Primero en el que además de él colaboran otros músicos (entre ellos, los integrantes de la banda M.C.D.), obteniendo un sonido mucho más trabajado. 

## Pistas
1. Zensura - 0:30
2. Visita a un bar nazi - 0:43
3. El tontolaba ke llamó a la puerta - 3:31
4. Me se kae el moko - 2:30
5. Harto - 2:21
6. Mayoría de edad - 3:23
7. La vandera salerosa - 1:06
8. El nene no va a misa - 2:04
9. Va-kalao - 0:50
10. Kosas de viejas - 1:50
11. Desde Ponzano a Torrero - 1:20
12. No komas keso en exzeso - 1:30
13. Ke majo es el perro - 2:02
14. A buen entendedor - 2:05
15. La Katxarra - 1:16
16. Eyakulador prekoz - 2:25
17. Lomo kon pimientos - 3:20
18. Aznar - 0:33

## Equipo
- Manolo Kabezabolo - Voz y guitarra

- Manolo y Los ke se van del bolo - Banda de Manolo Kabezabolo

- M.C.D.
  - Tonino - Voz
  - Niko - Bajo
  - Neil - Bajo
  - Joakin - Guitarra
  - Jimi - Batería

## Datos técnicos
- Harmony Records

- Datos: Q5967612